# Кажар
Кажар (фр. Cajarc) — муниципалитет во французском департаменте Ло, в регионе Окситания. Население — 1 099 человек (2008).

## География
Расстояние до Парижа — 490 км, до Тулузы — 105 км, до Каора — 33 км.

## Известные жители
- Франсуаза Саган — французская писательница, драматург[источник не указан 879 дней].